# 파르마 공작 로베르토 1세
파르마 공작 로베르토 1세(이탈리아어: Roberto I di Borbone-Parma, 1848년 7월 9일 ~ 1907년 11월 16일)는 파르마 공국의 마지막 군주이다. 파르마 공 카를로 3세와 프랑스 공주 루이즈 마리 테레즈 다르투아 사이에서 태어났다. 아버지의 요절로 여섯 살의 나이에 파르마 공작이 되었지만 1860년 파르마 공국은 사르데냐 왕국에 합병되었다.

## 자녀
그는 평생 두 번 결혼했고 24명의 자녀를 두었다.
- 양시칠리아 공주 마리아 피아
  - 마리아 루이사(1870~1899) 불가리아 왕비
  - 페르디난도(1871)
  - 루이사 마리아(1872~1943)
  - 엔리코(1873~1939)
  - 마리아 임마쿨라타(1874~1914)
  - 주세페(1875~1950)
  - 마리아 테레사(1876~1959)
  - 마리아 피아(1877~1915)
  - 베아트리체(1879~1946)
  - 엘리아(1880-1959)
  - 마리아 아나스타시아(1881)
  - 아우구스토(1882)
- 포르투갈 인판타 마리아 안토니아
  - 마리아 델라 네베 아델라이데(1885~1959)
  - 시스토(1886~1934)
  - 사베리오(1889~1977)
  - 프란체스카(1890~1978)
  - 치타(1892~1989) 오스트리아 황후
  - 펠릭스(1893~1970) 룩셈부르크 여대공 부군
  - 르네(1894~1962)
  - 마리아 안토니아(1895~1937)
  - 이사벨라(1898~1984)
  - 루이지(1899~1967)
  - 엔리케타(1903~1987)
  - 가에타노(1905~1958)